# دیک بریستروم
دیک بریستروم (سوئدی: Dick Bergström; ۱۵ فوریهٔ ۱۸۸۶ – ۱۷ اوت ۱۹۵۲) قایقران قایق بادبانی اهل سوئد بود.